# MacGyver (série de 2016)
MacGyver é uma série de televisão americana de ação e aventura desenvolvida por Peter M. Lenkov e estrelado por Lucas Till como MacGyver. Trata-se de um reboot da série MacGyver criada por Lee David Zlotoff, que foi ao ar de 1985 a 1992. A série estreou em 23 de setembro de 2016, na CBS.
Em 17 de outubro de 2016, a CBS encomendou uma temporada completa de 22 episódios.

## Enredo
Angus MacGyver, também conhecido como Mac, é um agente de uma organização secreta do governo dos EUA (apenas pertence ao governo até ao final da terceira temporada) chamada Phoenix , que usa seu talento extraordinário para resolver problemas e seu amplo conhecimento da ciência para salvar vidas. "Com habilidades que são limitadas apenas pela sua criatividade, Mac salva o dia usando clipes de papel em vez de pistolas, velas de aniversário em vez de bombas, e pastilhas, em vez de armas."

## Elenco

### Principal
- Lucas Till como Angus MacGyver: Um agente americano muito inteligente e incrivelmente engenhoso, que trabalha para a Fundação Fênix, uma agência secreta que operam sob o disfarce de um instituto de política sem fins lucrativos. Treinado como um técnico do Exército, Mac prefere o uso não-letal para deter seus inimigos; ele nunca está sem seu fiel canivete suíço e usa qualquer coisa em seu ambiente a sua vantagem. Ele é dublado por Douglas Guedes.
- George Eads como Jack Dalton: O parceiro de campo de Mac e um ex-soldado da Delta Force. A história de Jack e Mac volta a seus dias no Exército e, ao contrário da Mac, ele não tem medo de usar armas. Ele também tem uma história com Riley, ele já teve um relacionamento com a mãe dela e teve uma briga com seu pai que era abusivo. A maior parte do tempo é tranquilo e descontraído, mas Jack leva a sério quando uma situação exige e, muitas vezes, apela para a sua formação de forças especiais para ajudar a equipe a sair de uma enrascada. Ele toda vez cria-caso com Mac toda vez quando tem de emprestar seu telefone celular, ficava sem seu aparelho no que diz respeito a coisas que ele cria. Possuía o hábito de levar as mulheres no papo embora não tivesse êxito. Ele é um grande fã do ator Bruce Willis e assiste os filmes Duro de Matar. Este personagem é bem diferente do anterior que possuía os traços de um aviador, usava uma boina e um desajeitado. Este sempre vivia colocando MacGyver em frias e se autoproclamava sendo amigo dele, que o aborrecia e dizia que tinha sempre um plano. Não foi enfatizado o seu tique na sobrancelha esquerda toda vez quando mentia. Ele é dublado por César Marchetti.
- Tristin Mays como Riley Davis: Uma determinada e sarcástica hacker que é contratada pela Fundação Fênix como técnica especialista. Riley havia sido presa por tentar hackear a ASN (NSA) , a fim de salvar sua mãe de um recluso grupo de hackers. Ela tem uma relação tensa com o Jack, porque ele desapareceu da sua mãe e por de uma briga com seu pai abusivo. Ela é dublada por Maíra Paris.
- Justin Hires como Wilt Bozer:  É o melhor amigo de Mac e conhece ele desde a infância. Um diretor de cinema batalhador que possui vários talentos artísticos (como a criação de máscaras realistas), Bozer é o amigo engraçado de Mac e também faz favores para Riley, em troca de ganhar um dígito do número de telefone dela a cada favor. Bozer depois é recrutado pela Fênix por causa de seu talento por máscaras e outras coisas. No laboratório, este tem um diálogo com um robô amigo que ele e Mac o montaram que o apelidaram de Faísca. Ele é dublado por Diego Lima.
- Meredith Eaton como Matilda "Matty" Webber: (Episódio: 13–presente) Nova Diretora de Operações da Fundação Fênix. Ela também foi chefe de Jack na CIA. Embora chegasse a dar medo no Jack, ela possui uma deficiência física em sua estatura, não cresce. Ela foi bem radical com MacGyver no que diz respeito a brincar com os clipes de papel em criar desenhos, mas depois relevou tal ato. Ela é dublada por Alessandra Araújo.
- Isabel Lucas como Samantha Cage: (2ª Temporada) Oficial da CIA e anteriormente do 4º Esquadrão do SASR. Depois de ser dispensada da CIA por suas ações não autorizadas na estreia da segunda temporada, Matty a recruta para a Phoenix Foundation. No fim ela acaba sendo alvo de assassinato de Murdoc, mas sobrevive e depois se afasta da Fenix. Ela é dublada por Letícia Bortoleto.
- Reign Edwards como Leanna Martin: (2ª Temporada) Ela foi colega de Bozer no treinamento da Fênix. Inicialmente tentaram tortura psicológica, que passam, mas este chega a ter uma péssima impressão dela quando esta descobre de seu passado. Eles chegam a se tornar próximos quando ainda estavam no treinamento da Fênix. Riley depois descobre que Bozer e Leanna estavam tendo contato, embora fosse uma ligação por telefone, até depois ela conhece-la. Ela depois é chamada por Matty para se passar pela esposa do MacGyver e Bozer da Riley. Ela depois chega a estar de mão dada com Bozer. Ela agora se torna uma agente recorrente da Fênix, mas tem um relacionamento de namoro com Bozer. Ela é dublada por Jussara Marques.
- William Baldwin como Elwood: (2ª Temporada) Ele é pai de Riley de um relacionamento com a mãe de Riley que não deu certo. Jack depois aparece e acertou contas com ele para que tomasse jeito e não tentasse violentar a mãe de Riley. Este depois retorna, mas totalmente recuperado e disposto a redimir-se de seus erros tentando se reconciliar com sua filha. Ele era arrombador de cofres. Ele é dublado por Armando Tiraboschi.
- Kate Bond como Jill Morgan: (2ª Temporada, início da 3a  temporada) Ela ajuda Bozer a investigar quem roubou os pertences de Jack. Ela chega a invadir a casa de Matty com Jack e Elwood. Jack nunca acerta seu nome. Ela acaba sendo morta por Murdoc desde o início da 3a  temporada. Ela é dublada por Clarice Espíndola.
- Lance Gross como Billy Colton: (2ª Temporada) Este passava a ficar com a família Colton. Ele e Riley entra num avião e estes conversam de alguém que Riley tem em um relacionamento estável. Riley faz uso da tecnologia para tentar salvar um avião, que depois chega a ter um relacionamento sério com Billy. Eles depois chegam a namorar. Ele apresenta a avó de Riley na 3ª Temporada, que estas choram emocionadas. Billy por outro lado já esperava tal reação, mas feliz por deixar sua namorada feliz. Riley depois descobre que Billy estava saindo com outra pessoa terminando o namoro. Ele é dublado por Márcio Araújo.
- Tate Donovan como James MacGyver: (2ª Temporada) Ele é pai de Angus quem ele teve um desafeto por abandonar a família. Ele é o chefe da Fênix. Ele aparece e que tenta impedir uma venda de bombas por alguém, parecido com o Jack. Após Angus descobrir a verdade, ele decide deixar a Fênix, mas retorna para tentar solucionar o caso da amiga morta Jill. Estes depois resolvem se reconciliarem. Foi revelado que ele sofria de câncer. No fim da 3ª Temporada, James chefiava uma extração, a qual poderia salvar seu filho, mas isso causou a morte do filho de Elliot Mason. Ao contar isso ao filho, este resolve cortar relações com o pai. Ele é dublado por Sérgio Moreno.
- Emerson Brooks como Charlie Robinson: (1ª Temporada, fim da 3a  temporada) Ele é perito em bombas e amigo do MacGyver do passado. Estes estavam tentando caçar o Fantasma. No fim da 3ª Temporada ele é preso em um elevador com uma bomba. Quando um em que estava é armado, ao desativar, outra explode em outro lugar que levaria mortes de pessoas inocentes. Para não colocar vidas em risco, ele resolve se sacrificar e prometeu ao Mac para que ele pegasse o seu assassino antes de morrer. Ele quebra o vidro do elevador que faz o elevador cair perdendo a vida causando uma dor no Mac. Ele é dublado por Marco Antônio Abreu.
- Levy Tran é Desirée "Desi, Des" Nguyen: (3a  temporada) no lugar de Jack Dalton. Apareceu desde o 59, 15 da terceira temporada. Ela conseguiu surpreender Mac e seus  colegas e depois colocou um adesivo na testa, mas não teve êxito com a Matty. Ela tempo atrás ajudou alguém quem anteriormente não teve recurso a dar apoio. Segundo o regulamento, ela anda armada, mas ela mais confia em sua força bruta. Nunca gosta de estar em grupo para não envolver pessoas próximas a ela. Durante a série, ela e Mac acaba se tornando próximos deixando Bozer e Riley desconfiados.

### Recorrente
- Tracy Spiridakos como Nikki Carpenter: Uma agente secreta da CIA que anteriormente trabalhou como hacker para DXS até que ela fingiu sua própria morte. Ela também é ex-namorada do Mac. Ela é dublada por Cássia Bisceglia.
- Amy Acker como Sarah Adler: Uma agente da CIA e ex-namorada do Jack.
- Sandrine Holt como Patricia Thornton: (Episódio 1-12), a ex-Diretor da Fundação Fênix e, nas próprias palavras de Mac, a mais bem sucedida clandestina operante na história dos estados unidos. Séria a maior parte do tempo, Thornton é quem atribui as missões para a equipe. Seu codinome é Crisálida, na Fênix ela tentou culpar Nikki, mas Nikki limpou o nome e tem feito de tudo para atormentar Mac e seu grupo. Ela é dublada por Letícia Quinto.
- David Dastmalchian como Dennis "Murdoc": Um assassino também conhecido como Suspeito 218 enviado por Nikki. Ele possui um filho chamado Cassian que teve com Amber, alguém quem Murdoc tinha um relacionamento no passado e se casou e faz a mesma coisa que o Murdoc. Dentre o pessoal do Mac ele chama Bozer pelo primeiro nome Wilt. Ele é dublado por Felipe Grinnan, nas demais temporadas Alfredo Rollo.
- Amy Smart como Dawn (Dixie, 2ª Temporada) Ela é uma vigarista e tem se passado pelo nome de Duke Jacoby, pseudônimo usado por Jack. Eles depois descobrem que Dawn estava envolvida e depois feita refém junto com Jack, até depois serem salvos. Ela depois rouba a televisão do Jack. Ela retorna dizendo estar envolvida num assassinato direcionado a organização Echo. Embora os outros duvidassem dela, logo em seguida tudo era verdade e tudo estava ligado a dinheiro falso e passaportes falsos. Depois quando Matty descobre da trama, Dawn rouba o dinheiro falso e deixa num lugar onde tem crianças carentes. Não confundir com a personagem de Pokémon D&P, série que é quase falada no Reboot. Ela é dublada por Angélica Santos.
- Michael Des Barres como Nicholas Helman (2a  temporada, 3a  temporada) ele é mentor do Murdoc e tentou matá-lo depois que Murdoc estava em posse de Mac e do Jack, mas Murdoc deu tiro para matá-lo. Ele aparece na terceira temporada para tentar invadir a Fênix com o propósito de matar Murdoc, mas ele é preso na Fênix junto com Murdoc em que lá ele tenta atormentá-lo por tentar fugir da Fênix. Ele é dublado por Carlos Silveira.

### Convidado
- Daniel Dae Kim como Tenente Chin Ho Kelly, Hawaii Five-0.
- Grace Park como Agente Kono Kalakaua, Hawaii-Five-0.

## Produção

### Desenvolvimento
Em outubro de 2015, o produtor executivo da série original, Henry Winkler, assinou para produzir um remake da série com James Wan e R. Scott Gemmill para CBS,  que adquiriu os direitos de MacGyver da transmissora original Paramount Television.  Em Fevereiro de 2016, foi anunciado que a CBS tinha sinal verde para a produção de um episódio piloto escrito por Paul Downs Colaizzo e dirigido por Wan. Wan foi retirado da direção devido a conflitos de programação e foi substituído por David Von Ancken.
Em Maio de 2016, a rede pegou a série. O co-criador e produtor executivo Peter M. Lenkov iria servir como showrunner. Em 18 de Maio de 2016, a CBS libera o primeiro trailer da nova série. Em Junho de 2016, a rede desfazo piloto original e chama Wan para dirigir um novo episódio piloto.

### Elenco Original
Em Março de 2016, Lucas Till foi anunciado como o novo MacGyver, Joshua Boone como Gunner, o melhor amigo de MacGyver do ensino médio, ao lado da ex-estrela do longa série CSI, George Eads como Jack Dalton, que foi originalmente chamado Lincoln, um homem que poderia ser facilmente descrito como um excêntrico teórico da conspiração, mas é um legítimo funcionário do governo com uma grande compaixão. Elenco posterior foram Addison Timlin como Mickey, Um desenvolvedor de aplicativos que é agressivamente progressista em seus pontos de vista políticos, mas que tem um ponto fraco para MacGyver, e Michelle Krusiec como Agente Croix, a irmã de Dalton, que trabalha para o Departamento de Segurança Interna. No entanto, o piloto original com esta fundição foi desfeito pela CBS em junho de 2016 - um novo episódio piloto foi encomendado com apenas Till e Eads do elenco original continuando para a versão revisada da série.
Quando o novo piloto foi encomendado, Justin Hires foi fundido como Wilt Bozer, companheiro de quarto de MacGyver. Em Julho de 2016, Variety reporter do Sandrine Holt tinha sido lançada como Patricia Thorthon, uma ex-agente de campo que agora é diretora de operações para o Departamento de Serviços Externos, no lugar de Dana Elcar falecido por glaucoma, chefe da Fênix e melhor amigo do Mac como Peter Thorthon e Tristin Mays foi lançada como Riley Davis, uma hacker altamente imprevisível com um chip no ombro.

## Episódios
Com exceção do piloto, cada episódio é nomeado com um utensílio do Canivete Suíço. 
ASA 

Episódio N° 1 - 02 de novembro de 2017
Episódio N° 2 - 02 de novembro de 2017
Episódio N° 3 - 09 de novembro de 2017
Episódio N° 4 - 16 de novembro de 2017
Episódio N° 5 - 23 de novembro de 2017
Episódio N° 6 - 30 de novembro de 2017
Episódio N° 7 - 07 de dezembro de 2017
Episódio N° 8 - 14 de dezembro de 2017

## Ligação Externa
- Sítio oficial
- MacGyver. no IMDb.
- «MacGyver» (em inglês). no TV.com